# 於保宗益
於保 宗益（おほ むねます、生没年不詳）は、鎌倉時代の武将。別名於保三郎宗易。於保氏の一族。

## 人物
『歴代鎮西志』に記載があり、甘南備城主高木宗貞の二男家綱の嫡子。宗益の代から地名を取り於保氏を名乗ったとされる。法名を進仏と号した。高木氏は鎮西の大族であり、河上社の宮司職を掌していた鎌倉幕府御家人であった。そのこともあって宗益の子である於保宗高は京都大番役を務めている。
弘安の役の戦功で、肥前国執行職を任じられ佐賀郡於保村（現佐賀県大和町於保）に進出し、於保並びに鍋島町増田を領したと伝えられる。肥前執行職として権力を握り、鎌倉幕府御家人として活躍、河上社遷宮奉行等を務めた。大和町嘉瀬川の西部地域に於保城を築き根拠地とした（現：於保天満宮）。